# Distillery District
Distillery District – jedna z dzielnic kanadyjskiego miasta Toronto, słynąca głównie z najlepiej zachowanego zespołu obiektów przemysłowych z epoki wiktoriańskiej w Ameryce Północnej. Tereny te znajdują się we wschodniej części miasta, nieopodal jeziora.
Obiekty zajmują obszar 5,2 ha i obejmują 44 budynki. Teren jest zamknięty dla ruchu kołowego. Obiekt starej, nieczynnej od lat gorzelni Gooderham & Worts z 1832 na Parliament/Mill St., służył często jako plan filmowy, między innymi dla nagrodzonego Oscarami filmu Chicago. Biura firmy Gooderham mieściły się w dzielnicy St. Lawrence, w znanym budynku Flat Iron o niezwykłym kształcie przypominającym żelazko.
Firma Gooderham & Worts w 1871 produkowała połowę alkoholu (głównie whisky) w prowincji Ontario i znana była za granicą. W 1926 Hiram Walker przejął markę, która zniknęła całkowicie z rynku w 1990.
Obiekty zostały odremontowane i otwarte w 2003, obecnie stanowią atrakcję turystyczną. Odbywa się tu wiele festiwali, wystaw i imprez. Dzięki firmom Cityscape i Artscape, które zajęły się rewitalizacją rejonu, jest to dziś centrum kulturalne z restauracjami, galeriami i pracowniami artystów. Odbywa się tu jeden z ważniejszych festiwali jazzowych w Toronto.
W okolicy znajduje się także mikrobrowar Mill St. Brewery. Liczne zespoły teatralne obrały ten obiekt za swą siedzibę, między innymi Necessary Angel Theatre Company, Dancemakers, Tapestry Operaworks, Nightwood Theatre, Native Earth Performing Arts oraz Queen of Puddings, a także Soulpepper, teatr o międzynarodowej sławie, chce dostosować jeden z budynków na 3 sceny na kilkaset widzów.